# Bertoldo, Bertoldino e Cacasenno
Bertoldo, Bertoldino e Cacasenno è la raccolta di tre popolarissimi racconti (Le sottilissime astutie di Bertoldo, Le piacevoli et ridicolose simplicità di Bertoldino e Novella di Cacasenno, figliuolo del semplice Bertoldino), i primi due scritti da Giulio Cesare Croce e l'ultimo da Adriano Banchieri, pubblicata per la prima volta nel 1620. I racconti riprendono e rielaborano novelle antichissime, in particolare la medievale Disputa di Salomone con Marcolfo.
Un quarto racconto (Continuazione e fine della storia di Cacasenno) è apparso per la prima volta in un'edizione spagnola del Bertoldo del 1864, illustrata con xilografie dell'incisore catalano Tomás Carlos Capuz su disegni di Tomás Padró Pedret. A differenza dei primi tre racconti, il quarto non è accreditato e potrebbe essere opera del traduttore Juan Justo Uguet. Il quarto racconto è presente in italiano in un'edizione pubblicata nel 2013.
Nel Bertoldo si narra dell'immaginaria corte di re Alboino a Verona e delle furberie di Bertoldo, contadino rozzo di modi, ma di mente acuta, che finisce per diventare consigliere del re. Bertoldo è affiancato nelle sue imprese dalla scaltra moglie Marcolfa e dal figlio sciocco Bertoldino.
Nel racconto di Banchieri il protagonista è invece lo stolto Cacasenno, figlio di Bertoldino, il quale crescendo ha messo un po' di giudizio.
Principio narrativo comune ai racconti di Bertoldo, Bertoldino e Cacasenno è la contrapposizione tra la vita semplice dei contadini e quella artificiosa e vana dei cortigiani. 'Bertoldo' è passato poi a indicare, per antonomasia, il contadino rozzo, ma saggio e dotato di senso pratico.
La contrapposizione tra i due mondi è evidenziata dalla morte di Bertoldo. Il re Alboino era così ammirato dall'ingegno del contadino da volerlo sempre accanto a sé, pertanto gli impose di vivere a corte. Questa vita non era adatta a Bertoldo, che aspirava a tornare a zappare la terra e a mangiare i cibi semplici a cui era abituato (soprattutto rape e fagioli). Il re non comprese le motivazioni di Bertoldo, che finì per ammalarsi e morire a causa della vita di corte.
Solo allora re Alboino comprese il suo errore, ma per Bertoldo non c'era niente da fare, così comandò che sulla tomba di Bertoldo fosse impresso il seguente epitaffio scritto in caratteri d'oro.
In questa tomba tenebrosa e oscura,

Giace un villan di sì deforme aspetto,

Che più d'orso che d'uomo avea figura,

Ma di tant' alto e nobil'intelletto,

Che stupir fece il Mondo e la Natura.

Mentr' egli visse, fu Bertoldo detto,

Fu grato al Re, morì con aspri duoli

Per non poter mangiar rape e fagiuoli.

## Le sottilissime astuzie di Bertoldo

Annabella Schiavone nel ruolo di Marcolfa in Bertoldo, Bertoldino e Cacasenno (1984)

Nella prima parte della raccolta viene presentato, dopo un breve proemio nel quale l'autore avvisa il lettore di non parlare né di grandi imprese come la conquista della città di Troia, né di amori come quello di Elena e Paride né di conquiste come la battaglia tra romani e cartaginesi guidata da Scipione l'Africano e Annibale, il protagonista Bertoldo, contadino simile più ad un animale che ad un essere umano, che imperversa con le sue beffe nella corte del re longobardo Alboino. La novella racchiude tanti altri piccoli e brevi racconti al suo interno nei quali Bertoldo e re Alboino saranno sempre i protagonisti.
All'inizio della storia Bertoldo viene convocato nella sala reale per essere sottoposto ad alcuni indovinelli cosicché si dimostrasse veramente degno di ricevere la clemenza del re. Già Alboino non lo vedeva di buon occhio dal primo incontro con lui, ma poi scoppia in una gran risata quando se lo vede in groppa al suo somarello inseguito da uno sciame di mosche. Chiedendogli il perché, dato che il re lo voleva pulito davanti agli occhi, Bertoldo risponde al re di esser giunto a lui come le mosca su una carogna, rispondendo astutamente alla stessa richiesta del re di poc’anzi. Gran parte delle avventure in cui sarà coinvolto Bertoldo nella novella saranno incentrate sul litigio storico di Alboino con le donne. Per il re la donna è oggetto di piacere sessuale e meno ragiona e formula concetti, più appetitosa appare. Tuttavia sia la regina, moglie di Alboino, che le dame di corte sono stufe di soprusi del re e chiedono ripetutamente di avere pari diritti dell'uomo.
Alboino, volendo uscire dai guai, affiderà l'incarico sempre a Bertoldo che li risolve brillantemente. Accade persino che le donne di corte arrivano a chiudersi a chiave la cintura di castità, ma Bertoldo suggerisce ad Alboino di recare nella stanza reale un cofanetto, senza dire alle ragazze cosa contenesse, visto che le donne sono molto inclini, secondo Bertoldo, alla curiosaggine. Il trucco funziona, dato che Alboino aveva fatto giurare alle donne che non avrebbero mai aperto la cassetta, e difatti il coperchio viene sollevato e dalla scatola esce un fringuello che scappa dalla finestra. Le donne ormai sono in potere di Alboino. Tuttavia Bertoldo, a causa delle inimicizie che ha con la regina, verrà anche arrestato varie volte, ma riuscirà ad eludere la guardia carceraria con le sue abili astuzie. Alla fine della storia il re lo fa tornare a corte, dove diventa il suo fidato consigliere.
Tuttavia Bertoldo, essendo abituato "a mangiar cibi grossi e frutti selvatichi", a causa delle "vivande gentili e delicate s'infermò gravemente a morte". Scritto un epitaffio in suo onore, Alboino fa leggere il testamento in cui Bertoldo lascia quasi tutto ciò che possiede alla moglie Marcolfa fino a quando Bertoldino avrà raggiunto l'età di venticinque anni, dopo di che ogni cosa sarà sua.

## Le piacevoli e ridicolose semplicità di Bertoldino

Bertoldino interpretato da Maurizio Nichetti in Bertoldo, Bertoldino e Cacasenno (1984)

Alboino, addolorato per la morte di Bertoldo, fa cercare Marcolfa e Bertoldino e li fa venire a corte. Qui il figlio di Bertoldo si rivelerà tanto sciocco quanto il padre era saggio. Il re e la regina tuttavia arriveranno a benvolerlo e, quando i due torneranno sulle loro montagne, li caricheranno di doni. Nel racconto Bertoldino è protagonista di diverse divertentissime avventure.
In una di queste si reca con un cofanetto di scudi d'oro nel podere regalato a lui e alla madre da Alboino, e in cui si trova una fontanella con delle rane. Sentendo il loro curioso e ripetitivo gracidio, pensa che queste vogliano indicargli che le monete che possiede siano quattro. Confuso e infuriato, grida loro che le monete sono certo più di quattro e, per dimostrare che ha ragione, ne getta un pugno nella fontana. Le rane continuano a gracidare insistentemente e Bertoldino, ormai in preda all'ira, getta tutti i soldi nell'acqua.
In un'altra avventura cova le uova di un'oca, rompendole ovviamente tutte.
Nell'ultima avventura a corte Bertoldino cade dall'asino e si ammacca una costola. È in seguito a questo incidente che Marcolfa ottiene dal re il permesso di tornare col figlio sulle sue montagne.

## Novella di Cacasenno, figliuolo del semplice Bertoldino

Lello Arena è Alboino in Bertoldo, Bertoldino e Cacasenno di Mario Monicelli

Cacasenno è il figlio nato dall'unione di Bertoldino, che con gli anni è “divenuto accorto”, con la contadina Menghina. Purtroppo, mentre Bertoldino con gli anni è “divenuto accorto”, Casasenno, come spiega l'addolorata Marcolfa, si rivela ancora “più semplice, che già non fu suo padre, e più grosso dell'acqua dei maccheroni”. Il nome Cacasenno, spiega sempre Marcolfa, gli è stato dato non perché sia un pozzo di scienza, come indicherebbe il nome, ma perché, al contrario, è un “turlulù”, cioè uno sciocco. Erminio, gentiluomo di Alboino, conduce il bambino e la nonna a corte, dove rimarranno quattro giorni per poi tornare sulle adorate montagne.

## Continuazione e fine della storia di Cacasenno
Il quarto racconto inizia alcuni anni dopo la conclusione del terzo. Nel frattempo Marcolfa, come aveva promesso ad Alboino, era tornata una volta all'anno a trovare il re e la regina. Stavolta però porta con sé Menghina e Cacasenno, il cui senno, a differenza di quello del padre Bertoldino, non è aumentato con l'età. Come il nonno Bertoldo, anche Cacasenno morirà a corte a causa dei cibi, però d'indigestione, come il re Alboino farà scolpire sulla sua lapide.

## Film tratti dalle novelle
- Bertoldo, Bertoldino e Cacasenno, regia di Giorgio Simonelli (1936)
- Bertoldo, Bertoldino e Cacasenno, regia di Mario Amendola e Ruggero Maccari (1954)
- Bertoldo, Bertoldino e Cacasenno, regia di Mario Monicelli, con Ugo Tognazzi, Lello Arena, Maurizio Nichetti, Annabella Schiavone e Alberto Sordi (1984)

## Edizioni televisive
- Bertoldo, Bertoldino e Cacasenno, regia di Marcello Baldi (1969), Secondo Programma RAI, con Umberto D'Orsi, Sandra Mondaini, Carla Macelloni